# The Last King
Pour plus de détails, voir Fiche technique et Distribution.
The Last King (titre original : Birkebeinerne) est un drame historique norvégien réalisé par Nils Gaup, sorti en 2016.

## Synopsis
Le film se centre sur les efforts des loyalistes Birkebeiner (Birkebeinerne) pour la protection de l'enfant Haakon Haakonsson (qui deviendra le roi Haakon IV), héritier du trône de Norvège après la mort de son père, le roi Haakon III. Le film prend place pendant la guerre civile norvégienne au cours du XIIIe siècle,,.

## Fiche technique
- Titre : The Last King
- Titre original : Birkebeinerne
- Réalisation : Nils Gaup
- Scénario : Ravn Lanesskog
- Musique : Gaute Storaas
- Photographie : Peter Mokrosinski
- Montage : Christoffer Heie et Thomas Täng
- Société de production : Newgrange Pictures, Nordisk Film Production, Paradox Film et Proton Cinema
- Pays de production :  Norvège,  Danemark,  Suède,  Irlande et  Hongrie
- Genre : Action, drame, historique et guerre
- Durée : 99 minutes
- Date de sortie : 
  - Norvège : 12 février 2016

## Distribution
- Jakob Oftebro : Skjervald Skrukka
- Kristofer Hivju : Torstein Skevla
- Pål Sverre Hagen : Gisle
- Anders Dahlberg : Aslak
- Elg Elgesem : Frikk
- Torkel Dommersnes Soldal : Egil
- Stig Henrik Hoff : Erlend
- Nikolaj Lie Kaas : Orm
- Thorbjørn Harr: Inge Bårdsson
- Benjamin Helstad : le roi Haakon III
- Ane Ulmoen Øverli : Inga de Varteig
- Thea Sofie Loch Næss : Christine Sverresdatter
- Lia Boysen : Margaret de Suède
- Jonathan Oskar Dahlgren : Haakon Haakonsson enfant